# Waterloo-Medaille (Nassau)
Die Waterloo-Medaille wurde am 23. Dezember 1815 durch Herzog Friedrich August von Nassau zur Erinnerung für alle Teilnehmer seiner Streitkräfte an der Schlacht bei Waterloo gestiftet.

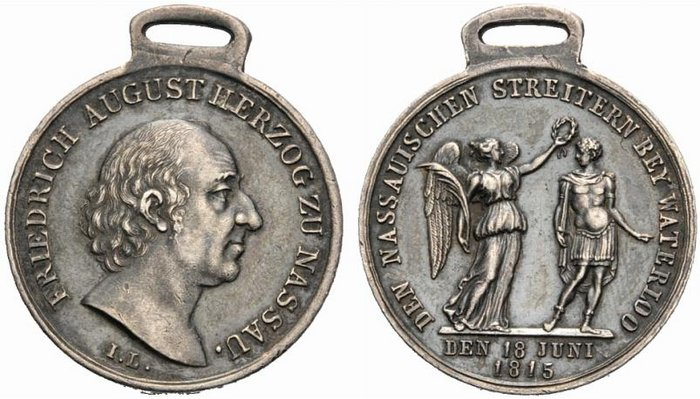
Waterloo-Medaille

## Aussehen
Das Ordenszeichen ist eine silberne Medaille, die auf der Vorderseite das Bildnis des Stifters und umlaufend den Schriftzug Friedrich August, Herzog zu Nassau zeigt. Auf der Rückseite ist ein antiker Krieger mit der Umschrift Den Nassauischen Streitern bei Waterloo sowie der Unterschrift XVIII. Juni 1815 zu sehen.

## Trageweise
Das Ordensband ist blau mit orangen Randstreifen und die Auszeichnung wurde auf der linken Brustseite getragen.